# Большой мучной хрущак
Большой мучной хрущак, или мучной жук, или мучник (лат. Tenebrio molitor), — насекомое с полным превращением из отряда жесткокрылых. Соответственно мучные черви — его личиночная форма.
Мучные черви были известны уже древним авторам и упоминаются под именем Tenebrion в сочинении Варрона «De re rustica».

## Описание

### Внешний вид

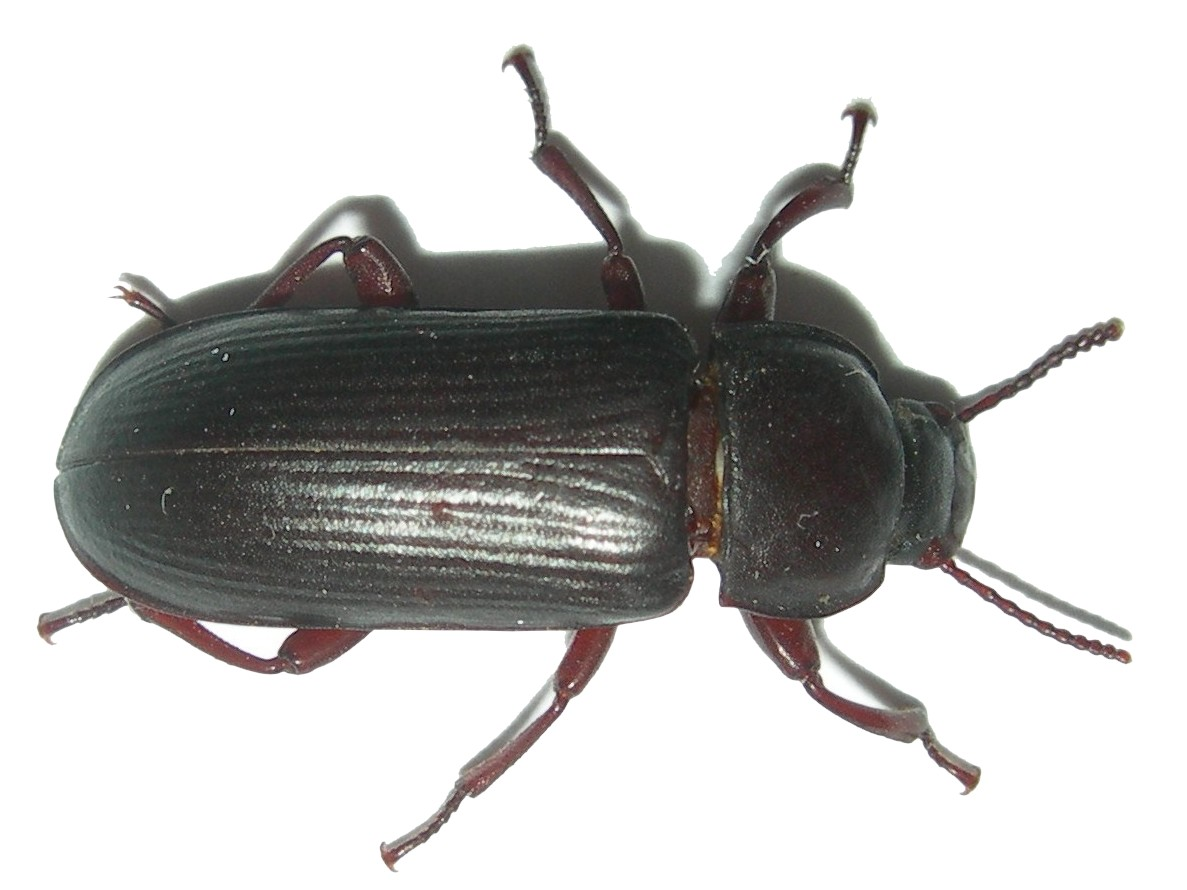
Имаго большого мучного хрущака

Жуки достигают 12—18 мм в длину. Тело довольно плоское, боковые стороны почти параллельны. Сверху жук чёрно-бурый, со слабым жирным блеском, снизу красноватый. Усики 11-члениковые, четковидные; ширина грудного щита больше длины, задние углы его прямые; надкрылья с тонко и густо продольно пунктированы со слабо возвышенными тонкоморщинистыми промежутками между пунктирами.

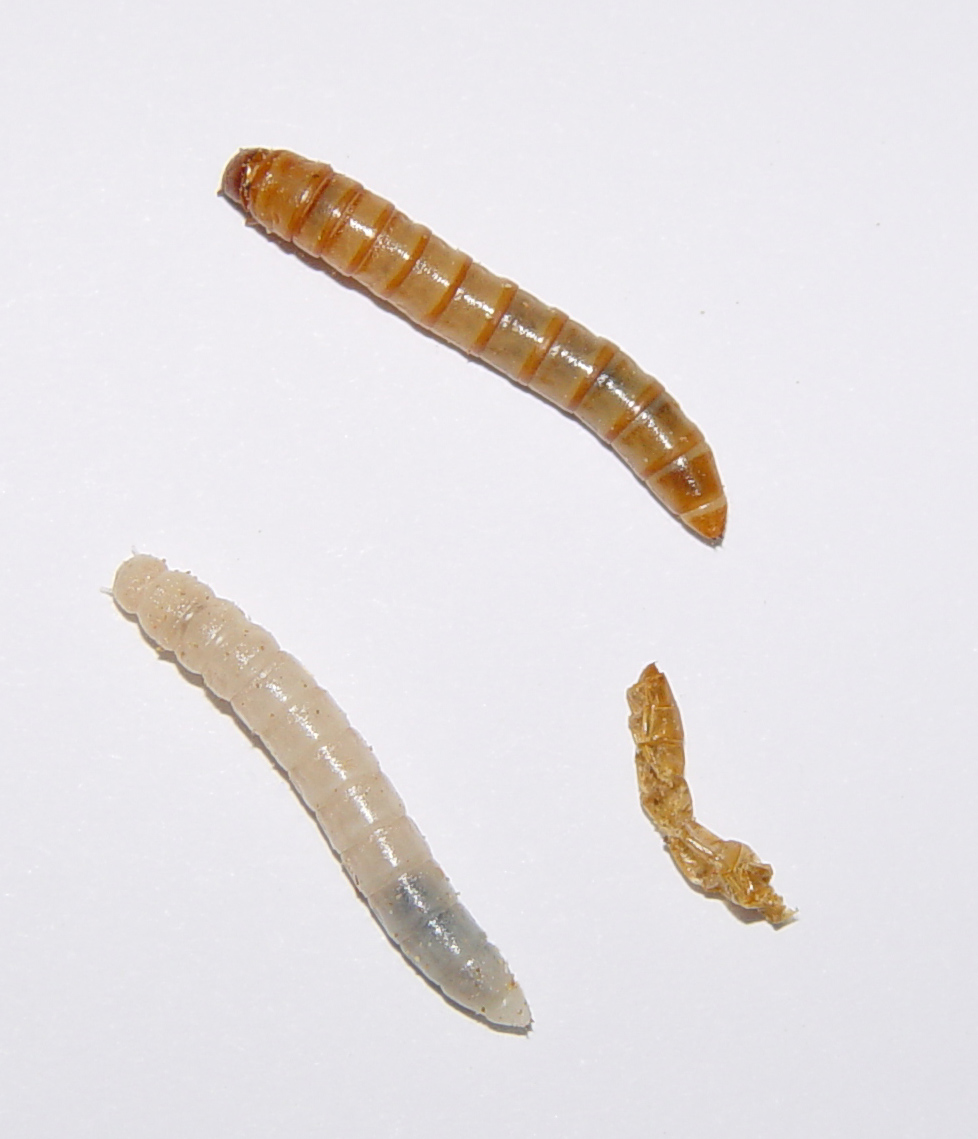
Личинки; белая личинка — недавно перелинявшая

Личинка длиной до 2,5 см и более, голая, буровато-жёлтая, цилиндрическая, безглазая, с тремя парами грудных ножек, каждая ножка с коготком; усики 4-членистые, верхние челюсти на вершине раздвоенные. Задний членик тела конусовидный, кончается двумя крючками, направленными кверху; заднепроходное отверстие помещается на заднем краю предпоследнего членика на небольшом возвышении, перед которым находятся ещё две небольших бородавочки — всё это играет роль подталкивателя при передвижении личинки.
Куколка белая, нежная, с двумя роговыми шипиками на заднем кольце; брюшные кольца вытягиваются по бокам в четырёхугольные, буроватые выступы.

### Распространение
Большой мучной хрущак распространён повсеместно (космополит), но первичной родиной его является Средиземноморье.

### Образ жизни
Встречаются чаще всего в закромах мучных складов, пекарнях, на мельницах. Самка откладывает 150—200 белых яиц. Развивающиеся личинки питаются хлебными зёрнами, мукой, отрубями и печёным хлебом. Эти же личинки способны кормиться и животными веществами: сухими трупами мышей, птиц, остатками перьев и т. д.; их также находят в голубятнях и в гнёздах воробьёв. Помимо мучных изделий и зерна поедают крахмал, семена огородных культур, сушёные фрукты и сушёное мясо, ткани и шерсть. Родственный вид Tenebrio obscurus размножается предпочтительно в животных веществах, а Т. opacus — в трухлявой древесине.
Большой мучной хрущак способен прогрызать пластиковые пакеты. Веймин Ву, биолог из Стэнфордского университета, обнаружил, что хрущак ест полистирол, который очень сложно переработать. Ву выяснил, что 90 % продуктов переваривания полистирола покидает организм хрущака через сутки после его поедания. Остальной полистирол усваивается хрущаком, причем никаких признаков отравления им у хрущака выявлено не было. Через двое суток после поедания пластика в организмах хрущака остается всего 0,27 % токсина гексабромциклодекана, который добавляется в пластик для термостойкости.
Развитие личинок, в течение которого они четыре раза линяют, продолжается около года; окукливаются без кокона, в устраиваемых ими пещерках.
Жуки появляются в июле и августе, летают вечером и ночью, охотно летят на огонь.

## Вред
Вред, причиняемый мучными жуками, состоит главным образом в том, что они загрязняют муку своим калом и шкурками, сбрасываемыми при линьке.

## Меры борьбы
Следует тщательно закрывать все помещения с мукой, чтобы не дать в них доступа жукам; если же личинки уже завелись в муке, то остаётся только её просеять.

## Кормовое насекомое
Большой мучной хрущак является одним из наиболее популярных и легко разводимых кормовых насекомых. Личинки, взрослые жуки и куколки используются в качестве корма для различных содержащихся в неволе птиц, мелких зверьков, амфибий, рептилий, крупных аквариумных рыб, муравьев, а также как наживка в рыболовстве.

### Разведение
Для разведения мучного червя применяют различные пластиковые, металлические и стеклянные ёмкости. Можно использовать деревянные ящики, обитые изнутри жестью. Садок с насекомыми должен хорошо закрываться крышкой, чтобы избежать побега жуков. Хорошая вентиляция и низкая влажность — одно из необходимых условий при разведении мучных хрущей. Для вентиляции в крышке проделывают много мелких отверстий или вставляют металлическую сетку с мелкой ячеёй.

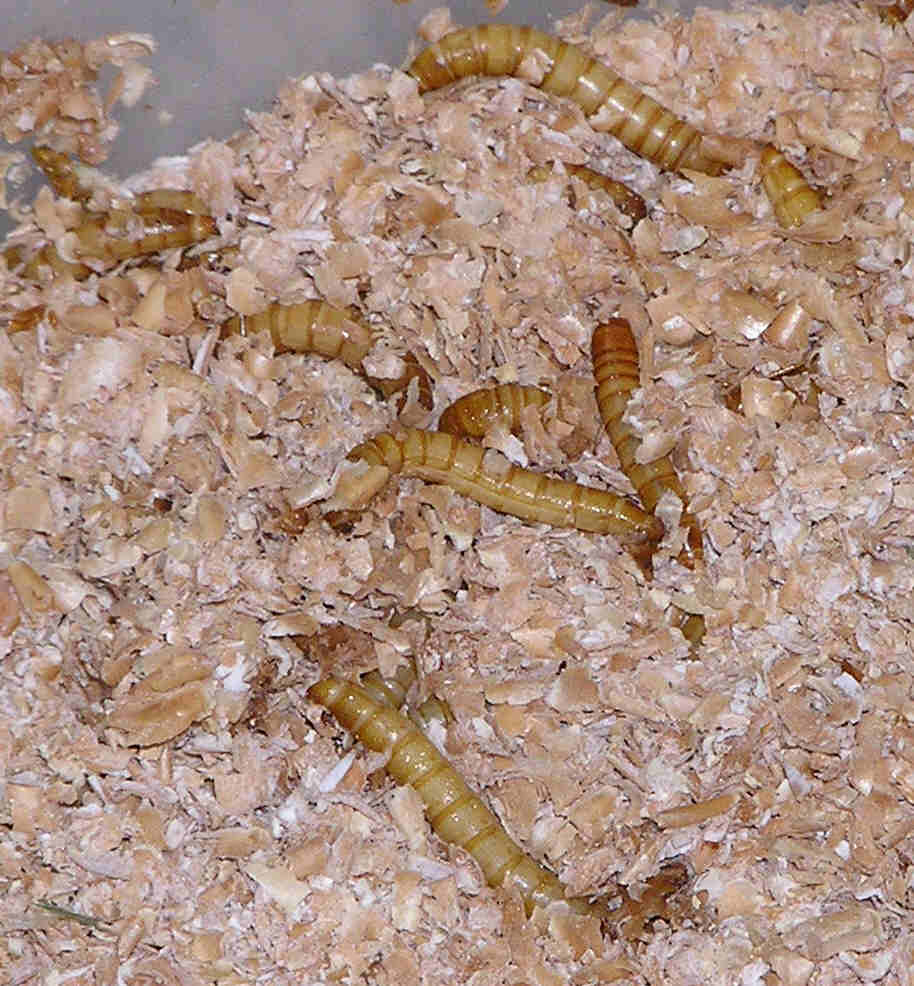
Мучные черви в субстрате

В качестве субстрата используют отруби, овсяные хлопья, сухие каши, остатки крупы в смеси с опилками или без них. Сверху можно положить куски сложенной в несколько слоёв хлопчатобумажной ткани, листы плотной бумаги или картона, решётки для яиц, под которыми будут скапливаться насекомые. Субстрат периодически просеивают или заменяют.
Насекомых следует периодически подкармливать хлебом, сухофруктами, комбикормом для грызунов и рыб, сочными кормами (кусочками яблок, моркови, свёклы, репы и других корнеплодов, листьями салата и капусты). Полезно иногда давать животные корма (например, кусочки сырой или варёной рыбы, сушёных гаммаруса и дафний) в качестве белковой добавки. Все влажные корма вносят в садки в ограниченном количестве, удаляя несъеденные остатки. Поилки лучше не применять, так как насекомые не выносят повышенной влажности и легко тонут в воде.
Плотность посадки должна составлять примерно 1 жук на 1 см². Предпочитаемая температура +23—28 °С. При необходимости температура поддерживается электронагревательными шнурами, расположенными под садками. Развитие яиц при температуре +26—28 °С длится примерно 2 недели. Личинки растут в течение 4 месяцев. Стадия куколки продолжается 2 недели. Взрослый жук живёт 30—45 дней.

### Особенности
Личинки мучного хруща очень охотно поедаются многими птицами и террариумными животными. Это хороший дополнительный корм для многих ящериц (особенно пустынных), некоторых черепах. Земноводные глотают пищу целиком, поэтому личинки попадают в их желудок ещё живыми и могут своими мощными челюстями нанести серьёзные травмы внутренних органов. Для кормления земноводных у мучных червей раздавливают головку и скармливают червей с пинцета или из специальных кормушек. Для ящериц и черепах, которые раздавливают добычу челюстями перед проглатыванием, такая обработка не обязательна. Сильно развитый хитиновый покров личинок и жуков также может травмировать пищеварительный тракт мелких животных или вызвать его закупорку. Поэтому для них рекомендуется использовать только что перелинявших личинок, с белыми и мягкими покровами.
Мучные черви не являются ценным питательным кормом и характеризуются неблагоприятным соотношением питательных и минеральных веществ, высоким содержанием жира. Скармливание мучного червя в больших количествах может вызвать ожирение у декоративных птиц. Его лучше не использовать в качестве основного корма, а только как добавку, своего рода «лакомство».
Кормовая ценность личинок большого мучного хрущака:
| Белки, % | Жиры, % | Углеводы, % | Энергетическая ценность, ккал/г | Кальций, % | Фосфор, % |
| -------- | ------- | ----------- | ------------------------------- | ---------- | --------- |
| 53       | 33      | 6           | 6,49                            | 0,11       | 0,77      |

## Паразиты
В теле личинок Tenebrio molitor живёт личиночная форма ленточного гельминта Spiroptera obtusa, который во взрослом состоянии паразитирует в кишечнике мышей; последние охотно едят попадающихся им мучных червей и заражаются от них гельминтом и после того выделяют в муку вместе с калом его яйца, которые поедаются с мукой личинками. Кроме того в личинках можно обнаружить грегарин (одноклеточных кишечных паразитов), которые однако не причиняют значимого вреда ни червям, ни питомцам, которых ими кормили.

## Судебная энтомология
В силу того, что мучные черви колонизируют трупы на последних стадиях разложения и скелетированные останки, они представляют интерес для судебных энтомологов.